# 普瓦鲁
普瓦鲁（法語：Poiroux，法語發音：[pwaʁu]）是法国卢瓦尔河地区大区旺代省的一个市镇，属于莱萨布勒多洛讷区。

## 地理
普瓦鲁（46°30'17"N, 1°32'5"W）面积25.38 平方千米，位于法国卢瓦尔河地区大区旺代省，该省份为法国西部沿海省份，北起大西洋卢瓦尔省和曼恩-卢瓦尔省，西临大西洋，南至滨海夏朗德省，东部及东南部与德塞夫勒省接壤。
与普瓦鲁接壤的市镇（或旧市镇、城区）包括：阿夫里耶、格罗布勒伊、尼约勒勒多朗、圣阿沃古尔德朗德、圣伊莱尔拉福雷、塔尔蒙-圣伊莱尔。

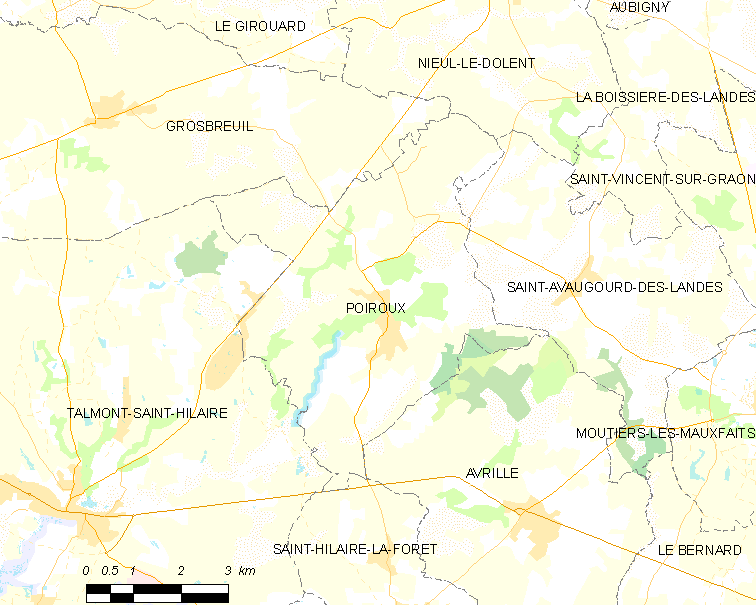
普瓦鲁的OSM定位图

普瓦鲁的时区为UTC+01:00、UTC+02:00（夏令时）。

## 行政
普瓦鲁的邮政编码为85440，INSEE市镇编码为85179。

## 政治
普瓦鲁所属的省级选区为塔尔蒙-圣伊莱尔县。

## 人口

1962-2008年间普瓦鲁人口变化图示

普瓦鲁于2022年1月1日时的人口数量为1234人。